# Liste der denkmalgeschützten Objekte in Schönau im Mühlkreis
Die Liste der denkmalgeschützten Objekte in Schönau im Mühlkreis enthält die 7 denkmalgeschützten, unbeweglichen Objekte in Schönau im Mühlkreis.

## Denkmäler
| Foto |                 | Denkmal                                                          | Standort                                                       | Beschreibung | Metadaten |
| ---- | --------------- | ---------------------------------------------------------------- | -------------------------------------------------------------- | --- | --- |
| ja   | Datei hochladen | Ruine Prandegg HERIS-ID: 38517 Objekt-ID: 38094                  | Prandegg 1 Standort KG: Prandegg                               | Die auf einem schmalen Felsriegel liegende, langgestreckte Anlage wurde 1237 erstmals urkundlich erwähnt. Eine erste Burg wurde Ende des 12. Jahrhunderts im nordwestlichen Bereich errichtet, dort, wo das Gelände spitz zulaufend steil über Felsen abfällt. Der heute noch gut erhaltene und als Aussichtspunkt besteigbare Bergfried wurde Ende des 14. Jahrhunderts errichtet. | BDA-Hist.: Q1015457 Status: Bescheid Stand der BDA-Liste: 2025-06-30 Name: Ruine Prandegg GstNr.: .53 Burgruine Prandegg                           |
| ja   | Datei hochladen | Meierhof der Burg Prandegg HERIS-ID: 19233 Objekt-ID: 15531      | Prandegg 3 Standort KG: Prandegg                               | Der südöstlich unterhalb der Burgruine Prandegg liegende Meierhof wurde 1631 erstmals urkundlich erwähnt. Er wurde mehrmals umgebaut, 1854 erweitert und 2000 renoviert. | BDA-Hist.: Q37847021 Status: § 57-Mandatsbescheid Stand der BDA-Liste: 2025-06-30 Name: Meierhof der Burg Prandegg GstNr.: .50/1, .50/2            |
| BW   | Datei hochladen | Baumgartnerhof HERIS-ID: 19253 Objekt-ID: 15551seit 2019         | Prandegg 11 Standort KG: Prandegg                              | | BDA-Hist.: Q105640681 Status: Bescheid Stand der BDA-Liste: 2025-06-30 Name: Baumgartnerhof GstNr.: .43                                            |
| ja   | Datei hochladen | Kath. Pfarrkirche Hl. Jakobus HERIS-ID: 19232 Objekt-ID: 15530   | Kirchengasse Standort KG: Schönau im Mühlkreis                 | Die Pfarrkirche wurde 1230 erstmals urkundlich erwähnt. Die Langhausmauern sind im Norden und Süden romanisch, der Turm wurde im 13. oder 14. Jahrhundert erbaut. 1516 wurde das Langhaus nach Westen erweitert, 1968/69 erfolgte eine Erweiterung nach Osten. Der historische Saalraum ist dreijochig mit Stichkappentonne.                                                        | BDA-Hist.: Q37847009 Status: § 2a Stand der BDA-Liste: 2025-06-30 Name: Kath. Pfarrkirche Hl. Jakobus GstNr.: .11 Pfarrkirche Schönau im Mühlkreis |
| ja   | Datei hochladen | Gemeindeamt HERIS-ID: 19234 Objekt-ID: 15532                     | Schulstraße 1 Standort KG: Schönau im Mühlkreis                | Das Gemeindeamt ist ein Bau des 16. bzw. 17. Jhs, der im 19. Jh. umgebaut und 1998 neu adaptiert wurde. | BDA-Hist.: Q37847034 Status: § 2a Stand der BDA-Liste: 2025-06-30 Name: Gemeindeamt GstNr.: .13                                                    |
| ja   | Datei hochladen | Steinernes Kreuz, Schwedenkreuz HERIS-ID: 19236 Objekt-ID: 15534 | bei Schönau im Mühlkreis 122 Standort KG: Schönau im Mühlkreis | Steinernes Kreuz, Schwedenkreuz, ugs. auch Schwellkreuz: Spätgotischer, um 1500 errichteter Tabernakelpfeiler, mit einem Steinkreuz übergiebelt. | BDA-Hist.: Q37847045 Status: § 2a Stand der BDA-Liste: 2025-06-30 Name: Steinernes Kreuz, Schwedenkreuz GstNr.: 3211                               |
| ja   | Datei hochladen | Bildstock HERIS-ID: 19240 Objekt-ID: 15538                       | Straß Standort KG: Schönau im Mühlkreis                        | Spätgotischer Tabernakelpfeiler an der Ortseinfahrt aus dem 16. Jahrhundert. | BDA-Hist.: Q37847055 Status: § 2a Stand der BDA-Liste: 2025-06-30 Name: Bildstock GstNr.: 3244/2                                                   |